# Amagaszaki vasúti szerencsétlenség
Az amagaszaki vasúti szerencsétlenség 1963 óta a legsúlyosabb vasúti baleset volt Japánban. 2005. április 25-én a JR West által üzemeltetett villamos motorvonat Oszaka közelében kisiklott, és belerohant a közelben lévő épületbe. 107 ember halt meg, köztük a vezető is, valamint 562 ember sérült meg, közülük 150 súlyosan.
A baleset akkor következett be, amikor a villamos motorvonat Takarazukából, a Fukucsijama vonalon, Amagaszaki és Cukagucsi állomások között közlekedett. A hét kocsiból öt kisiklott. Az első és második kocsi a közelben fekvő épületbe rohant. A vonat 116 km/h sebességgel közlekedett egy 300 m sugarú ívben, ahol a pályára engedélyezett sebesség 70 km/h volt. A vonalon alkalmazott automatikus vonatmegállító rendszer, az ATS, csak akkor lép működésbe, ha a vonat a tilos jelzést meghaladja, sebességtúllépést nem érzékeli. A baleset után a japán közlekedési miniszter kijelentette, a JR West addig nem helyezheti a vonalat ismét üzembe, amíg a fejlettebb ATS rendszerrel nem látja el a szóban forgó vonalat. A JR West a munkálatokat 2005 júliusban befejezte. Az új ATS rendszer felszerelésének szimbolikus értéke is van az utazóközönség bizalmának visszanyerése tekintetében. Az esemény után a miniszter a JR Westtől egy új biztonságtechnikai koncepció kidolgozását is megkövetelte.